# Gostków (Sainte-Croix)
Pour l’article homonyme, voir Gostków (Basse-Silésie).
Gostków est une localité polonaise de la gmina de Bliżyn, située dans le powiat de Skarżysko en voïvodie de Sainte-Croix.